# Rättilänjärvi
Rättilänjärvi är en sjö i kommunen Kouvola i landskapet Kymmenedalen i Finland. Sjön ligger 74,2 meter över havet. Arean är 81 hektar och strandlinjen är 5,32 kilometer lång. Sjön  ingår i Kymmene älvs huvudavrinningsområde.   Den ligger omkring 51 km norr om Kotka och omkring 150 km nordöst om Helsingfors. 